# Kisbiróc
Kisbiróc (1899-ig Adamócz-Kis-Birócz, szlovákul Malé Birovce) Adamóckohanóc településrésze, egykor önálló falu Szlovákiában, a Trencséni kerületben, a Trencséni járásban.

## Fekvése
Trencséntől 10 km-re délnyugatra, a Vág jobb oldalán fekszik. Adamóckohanóc déli részét képezi.

## Története
Biróc már a 14. században is létezett. A települést és plébániáját „Bur”, „Bir” alakban az 1332-es pápai tizedjegyzék említi először. A két falurészt, Kis- és Nagybirócot a Vág választotta el egymástól. Nagybiróc a Vág bal partján fekszik. Kisbirócot más néven Nemesbirócnak is hívták. 1439-ben „Byroucz”, 1467-ben „Byrowcz”, 1598-ban „Nemes Byrocz” alakban szerepel. A Biróczi család ősi birtoka. 1598-ban 8 ház állt a faluban. Kisbiróc a 17. században keletkezett az egykori Biróc falu részeként. A 18. században birtokosai a Birovszky, Rajman, Ambró, Kobinec és Obsic családok voltak. 1784-ben 24 házában 28 családban 140 lakos élt.
A 18. század végén Vályi András így ír róla: „Kis Birócz, Birovcze. Tót falu Trentsén Vármegyében, birtokosai külömbféle Urak, fekszik Vág vize partyán, Adamóczon alól fél mértföldnyire, a’ víz tulsó partyán fekvő, nagy Biróczal, által ellenben, sik mezőségű, bort, és gabonát bőven termő helyet foglalt, tserjés dombjai vagynak, savanyú forrásai gazdagok, és tsudálatos természetűek mivel a’ honapokkal fogy, és nevekedik savanyúságok, sőt bizonyos időkben mintegy édes ízek van, első Osztálybéli.”
A 19. században a Krasnec-Draskóci családnak volt itt kisebb kúriája. Lakói mezőgazdasággal, állattartással, halászattal foglalkoztak. A Vág közelsége nem csak hasznot jelentett, hanem súlyos károkat is okozott, melyek közül a legnagyobb az 1813-as árvíz pusztítása volt. 1828-ban 30 háza és 215 lakosa volt. Lakói mezőgazdasággal, faesztergályozással foglalkoztak. 1831-ben itt is pusztított a kolera.
Fényes Elek 1851-ben kiadott geográfiai szótárában így ír a faluról: „Adamócz és Kis-Birócz helységének határa egy, s földje mineműségére nézve, általában jó, ugy hogy két harmadrésze első osztályú, hanem a Vág ragadó vizének rohanásaitól napról napra többet szenved. Rétje kevés, azonban minthogy vize bőven van, és akármikor öntöztettethetik, kétszer kaszálható. Bort is termeszt és pedig a szőlőhegynek jeles fekvése és meszes alaprétegénél fogva kitűnő jóságú bort, azonban mivel a nép inkább a gyümölcstenyésztéssel, melly több hasznot hajt neki, mint a szőlőmiveléssel foglalkozik, a bortermesztés nagyon csökkent. A gyümölcs között leginkább a szilva kedveltetik, mivel ez mint szeszégetésre, mint pép-főzésre, mint száritásra legjobban forditható és legjövedelmezőbb, és némelly években annyi van, hogy egy-egy telkes gazda 10-20 mázsa aszalt jó szilvát Morvaiaknak adhat el; azonban a szegényektől az adósság fejében a zsidóság potom áron elszedi és nagyobbára szesz-főzésre fölhasználja. – Második szinte kedvelt czikk a dió, mellyből 60–80 mérő évenként Morvába, nevezetesen Olmüczbe vitetik ki; – hanem a körte és alma mindenféle legnemesebb fajainak olly bőviben vagyon ezen vidék, hogy áldott években nem is tudnak vele mit csinálni, és masanczki és egyéb nemes almafajokból bort és eczetet készitenek, mert potom áron sem kell. Legelője az ugy nevezett Szigetben van, melly amugy is a kevés barmainak olly csekély, hogy az alig teng rajta, és az is a Vág vizének gyakori kiáradásai által beiszapoltatván a baromnak ártalmassá sőt haszonvehetlenné válik.
Adamocz és Kis-Birócz savanyú viznek bőviben van, annyira, hogy nem csak a hegyek tövében, hol legerősebb, hanem majdnem a falunak minden kutjaiban található, ezen egész vidék, nevezetesen a tős szomszédságban fekvő Velósicz, Nagy Chocholna, Kontolna stb. helységek arról igen ismeretesek, hogy egyszersmind a golyva is, a mint hiszik, ezen viz ivásától származó mutatkozik. Erdeje, ha Ambró családnak kis csercsét kiveszszük, nincsen, mert a többi közbirtokosok részecskéjeiket erdőnek nevezni nem lehet; a nép valamint tüzi és az épitő fát is másutt venni kénytelen, a nemesek nagyobbára Velcsicz, szomszéd helységének nagy erdeiből hordatnak fát.
Maga a nép, egy két mesterembert kivévén, nagyobb részint földmivelők, kereskedést vagy fuvarozást vagy másféle keresetmódot nem szeret, általában szorgalmas, munkás, noha pálinka-ivásra hajló. Vallási tekintetben a telkes gazdák nagyobb részint ágostai protestáns vallásuak, az urak pedig és szolgák r. kath. Szám szerint protestánsok vannak Adamoczon 36 férfi és 33 nőszemély és Kis-Biróczon: ágostaiak 198, r. kath. 194., zsidó 33. Összesen 425. lakos. A nyelv tót.”
1895-ben Ádámfalvát (Adamovce) és Kisbirócot (Malé Birovce) Adamóckisbiróc néven egyesítették. 1910-ben Ádámfalvával együtt 412, túlnyomórészt szlovák lakosa volt. 1919-ben Adamócz-Kisbirócz 401 lakosából 384 csehszlovák, 7 magyar, 4 német és 6 egyéb nemzetiségű volt. A trianoni békéig Trencsén vármegye Trencséni járásához tartozott.
1960-ban Vágkohányt (Kochanovce) is hozzácsatolták, így jött létre Adamóckohanóc.

## Lásd még
- Adamóckohanóc
- Ádámfalva
- Vágkohány